# Вебер, Готфрид
Якоб Готфрид Вебер (нем. Jacob Gottfried Weber; 1 марта 1779, Фрайнсхайм — 21 сентября 1839, Бад-Кройцнах) — немецкий теоретик музыки, музыкальный критик и композитор.

## Биография
Хотя Вебер был юристом по профессии и достиг довольно высокого служебного положения, но его деятельность не помешала ему посвятить себя специально музыкальным занятиям, благодаря которым имя его стало в Германии весьма известным.
В музыкальном отношении Вебера можно назвать автодидактом. Изучая теоретически сочинения по музыке и видя в них противоречия, Вебер дошёл до отрицания всего установленного в теории и до признания практического изучения образцовых композиций чуть ли не единственным способом к познанию тайн искусства сочинения. Из его трудов особенный успех имело благодаря оригинальности взглядов сочинение «Versuch einer geordneten Theorie der Tonsetzkunst zum Selbstunterricht, mit Anmerkungen für Gelehrte» (Майнц, 1817—1821). 
Вебер к каждому рассматриваемому вопросу относился весьма своеобразно и скептически. С особенным скептицизмом он отнёсся к подлинности «Реквиема» Моцарта, доказывая, что он сочинён Зюсмейером по черновым наброскам и эскизам, найденным после смерти Моцарта. 
Ввёл в музыкально-теоретический обиход ступеневое обозначение аккордов с помощью римских цифр.
В 1824 году Вебер предпринял в Майнце издание музыкального журнала «Цецилия» («Caecilia, eine Zeitschrift für die musikalische Welt»). После его смерти это издание продолжил Зигфрид Вильгельм Ден в Берлине.
Кроме критической, следует указать ещё на композиторскую деятельность Вебера. Он писал мессы, светские хоры, песни для одного голоса и пьесы для отдельных инструментов, как то: флейты, гитары, фортепиано и прочее.